# Étude de sûreté et de sécurité publique
Pour les articles homonymes, voir ESSP.
Une étude de sûreté et de sécurité publique (ESSP) est, en France, un diagnostic réalisé selon un cadre juridique précis lors d’opérations d’aménagement urbain, ou de construction d'immeubles importants, portant sur l’ensemble des caractéristiques de l’opération relevant de la sécurité au sens large.  
Comme le souligne Guillaume Farde, professeur affilié à l'Ecole d'affaires publiques de Sciences Po, dans l'ouvrage de référence ESSP, mode d'emploi, paru en janvier 2016 aux Editions Berger Levrault, les ESSP sont à la croisée des chemins entre l'urbanisme et la sécurité. 
Elles s’inscrivent dans une démarche de prévention situationnelle puisqu’elles visent à assurer les conditions de sécurité d’un site précis en fonction de son environnement et de son aménagement propre. Elles doivent évaluer les risques afin de prévoir des mesures en matière de construction et de gestion des espaces et des flux.  

## Description
Une ESSP a pour objectif d’évaluer les forces et les faiblesses d’un site en matière de sécurité. À l’issue du diagnostic de sûreté et de sécurité, des préconisations sont formulées devant permettre au site de bénéficier d’un aménagement conforme à la législation et dont la sécurité est optimisée. Ces préconisations traitent tant des voies d’accès pour les services de secours que des technologies (digicode, caméra de vidéosurveillance) voire des matériels et matériaux utilisés (grilles d’enceinte, végétation…).
L’objectif est de pousser les maîtres d’ouvrages à prendre en compte la prévention de la malveillance dans l’urbanisme et la construction au même titre que le développement durable, les qualités environnementales, urbaines et sociales. Cette malveillance peut, selon le contexte, être représentée par les incivilités, le vandalisme, la délinquance ou la criminalité mais aussi éventuellement le risque terroriste. Dépendant du contexte local voire micro local, la prévention de la malveillance ne peut être appliquée uniformément sur l’ensemble du territoire national, où les enjeux sont de natures diverses. Cela justifie ainsi l’obligation qui est désormais faite aux maîtres d’ouvrages de conduire ou de faire conduire une ESSP suivant l’aménagement urbain qu’ils projettent.

## Cadre juridique
La loi du 29 août 2002 donne une définition légale de la prévention situationnelle : « La prévention situationnelle recouvre l’ensemble des mesures d’urbanisme, d’architecture ou techniques visant à prévenir la commission d’actes délictueux ou à les rendre moins profitables… ».
La loi du 21 janvier 1995 d’orientation et de programmation relative à la sécurité (LOPS) a posé les bases de la prévention de la malveillance dans l’urbanisme et la construction. Son article 11 rend (théoriquement) obligatoire une étude de sécurité publique, dans le cadre des études préalables à la réalisation « des projets d'aménagement, des équipements collectifs et des programmes de construction, qui, par leur importance, leur localisation ou leurs caractéristiques propres, peuvent avoir des incidences sur la protection des personnes et des biens contre les menaces et les agressions ». Cependant, il faudra attendre 2007 pour que les décrets d’application relatifs à ces études soient publiés
.
La loi no 2007-297 du 5 mars 2007 relative à la prévention de la délinquance a modifié cet article, notamment pour tenir compte des évolutions du droit de l'urbanisme et de la construction depuis 1995.
Le décret d'application du 3 août 2007 dit de « prévention situationnelle », pris en Conseil d’État, détermine les conditions dans lesquelles les préoccupations en matière de sécurité publique sont prises en compte dans les procédures règlementaires. Le décret définit également les projets d'aménagement, d’équipements collectifs et les programmes de construction soumis à l'obligation. Il fixe le contenu de l’Étude de Sûreté et de Sécurité Publique (ESSP) et modifie le titre III du décret no 95-260 relatif à la commission consultative départementale de sécurité et d’accessibilité en instaurant au sein de cette dernière une sous-commission départementale pour la sécurité publique chargée d’instruire les études de sûreté et de sécurité publique. 
Ainsi, à compter du 1er octobre 2007, la réalisation par les maîtres d’ouvrage, d'études de sécurité publique est rendue obligatoire, dans les agglomérations de plus de 100 000 habitants, pour les opérations concernant les établissements recevant du public (ERP 1) de plus de 1 500 personnes, les opérations dont la surface hors œuvre nette (SHON) dépasse 100 000 m2 ou les opérations se situant dans des zones sensibles. 
La circulaire NOR : INT/K/07/00103/C du 1er octobre 2007 revient sur l’esprit des textes et précise le contenu de l’étude de sûreté et de sécurité publique, la composition de la commission départementale et les prérogatives attribuées au Préfet en la matière dans le département.
Le Plan de prévention de la délinquance et d'aide aux victimes 2010-2012, comportant cinquante mesures, précise en mesure no 1 que « Le nombre annuel d’études de sécurité publique soumises à évaluation sera doublé et en particulier, les opérations de rénovation urbaine feront systématiquement l’objet d’une étude de sécurité ».
Ainsi, les ESSP doivent comprendre :
- Un diagnostic précisant le contexte social et urbain et l’interaction du projet avec son environnement immédiat ;
- L’analyse du projet au regard des risques de sécurité publique pesant sur l’opération ;
- Les mesures proposées, en ce qui concerne, notamment, l’aménagement des voies et espaces publics et, lorsque le projet porte sur une construction, l’implantation, la destination, la nature, l’architecture, les dimensions et l’assainissement de cette construction et l’aménagement de ses abords.

La circulaire précise que le représentant de l’État dans le département peut, après avis du Conseil local de sécurité et de prévention de la délinquance (CLSPD), définir par arrêté, sur l’ensemble du territoire départemental, des périmètres à l’intérieur desquels toutes les opérations seront soumises à l’obligation de réaliser une Étude de Sûreté et de Sécurité Publique.
Le décret no 2011-324 du 24 mars 2011 relatif aux études de sécurité publique abaisse les seuils d’obligation de réaliser une étude de sûreté et de sécurité publique et étend la nature des opérations qui y seront soumises : dans les agglomérations de plus de 100 000 habitants, les opérations de plus de 70 000 m2 SHON, les ERP de première et de deuxième catégorie, les établissements scolaires du second degré de première, deuxième ou troisième catégorie, les gares routière, maritime ou ferroviaire de première ou deuxième catégorie, etc.

## Application
Avec le développement de l’arsenal législatif encadrant les ESSP et ne disposant ni de connaissances ni de compétences techniques adéquates, les collectivités territoriales ont fréquemment recours à des prestataires indépendants pour réaliser les études. 
Il est à préciser que ces études, élément indispensable au dossier du permis de construire, sont alors évaluées par les Référents Sûreté Police-Gendarmerie avant d'être présentées en Sous Commission de Sécurité Publique établies dans chaque Préfecture. (articles L114-1 et suivants, R114-1 et suivants, R 311-5-1 et R 311-6, R 431-16 du Code de l'urbanisme)

## Perspectives
Le Plan Urbanisme Construction Architecture (PUCA), du Ministère de l’Écologie, du Développement Durable, des Transports et du Logement, a développé un programme d’expérimentation baptisé « Qualité et sûreté des espaces urbains » aux côtés du Forum Français pour la Sécurité Urbaine (FFSU) et l’Institut National des Hautes Études de Sécurité et de Justice (INHESJ). L’objectif de ce programme est de développer des solutions d’aménagement urbain alternatives aux solutions d’urbanisme sécurisé (« gated communities », vidéo-surveillance, etc.). Les professionnels de l’aménagement sont amenés par la législation à devenir des coproducteurs de la sécurité, le travail engagé par le PUCA consiste à les faire dialoguer avec l’ensemble des acteurs de la sécurité urbaine.